# Onthophagus platalea
Onthophagus platalea là một loài bọ cánh cứng trong họ Bọ hung (Scarabaeidae).